# 나데슈다 브레니케
나데슈다 브레니케(Nadeshda Brennicke, 1973년 4월 21일 ~ )는 독일의 배우, 가수, 작가이다.

## 출연 작품
- 웬디 2: 영원한 우정 (2018)
- 웬디와 딕시 (2017)
- 갓 오브 해피니스 (2015)
- 뱅크레이디 (2013)
- 와일드 트럭 (2008)
- 항체 (2005)
- 타투 (2002)
- 알렉스 행성 (1999)
- 필로티넨 (1995)
- 저맨 프라이드 무비 (1991)